# Big Brother 2020 (Portugal)
O Big Brother 2020, também denominado BB 2020, foi a quinta edição do reality show Big Brother em Portugal, transmitido pela TVI.
A data inicial de estreia do programa estava marcada para dia 22 de março de 2020, tendo sido adiada forçosamente devido à pandemia de COVID-19. Foi a 26 de abril de 2020 dado o pontapé de saída para a estreia do programa que dividiu-se em duas fases. Na primeira, denominada BB ZOOM, os concorrentes encontram-se isolados a cumprir uma quarentena, desta forma a produção teria a certeza que entravam saudáveis na casa principal, por esta razão, todos os participantes tiveram de passar dois testes para o novo coronavírus. Depois destes procedimentos de salvaguarda, os concorrentes encontram-se aptos para continuar o jogo todos juntos, desta feita numa mansão na zona da Ericeira.
A temporada finalizou a 2 de agosto de 2020, após 99 dias de jogo, com a vitória de Soraia Moreira, professora assistente em ensino especial de 27 anos e natural do Seixal. A vencedora recebeu 50.000€, sendo a primeira pessoa de origem africana a ganhar uma edição do Big Brother em Portugal e a segunda mulher, só depois de Catarina Cabral em 2001 na terceira edição.

## A casa
A casa onde se realiza esta edição fica na Ericeira (o BB ZOOM teve lugar no hotel Solplay em Linda-a-Velha ) e não foi feita especificamente para o programa. É sim uma mansão que já existia previamente, conhecida como «Kasa do Futuro» e está avaliada em 6.500.000€.
A moradia conta com várias divisões e espalhados por toda a casa existem quadros feitos pelos participantes de várias edições do programa. Destacam-se o confessionário, a cozinha, a sala de jantar, a sala de estar, o recinto exterior com piscina e o espaço para atividades, além de um grande ecrã plasma que sai do solo.
Há dois quartos: o quarto do líder, onde apenas o líder e os concorrentes por ele escolhidos podem dormir, e o quarto grande com todas as camas juntas, separadas apenas com vidro de acrílico. No quarto grande é possível aceder à casa de banho principal, ao closet e ao jacuzzi.
Na cozinha existe uma porta gigante que dá acesso à sala das decisões, uma sala multi-funções onde são realizadas várias atividades e provas durante a semana e onde os nomeados ficam a saber a decisão dos espectadores sobre quem abandona a casa do Big Brother todas as semanas. Também na cozinha é possível aceder à despensa. A dividir a cozinha e a sala de jantar existe uma parede móvel que pode abrir e fechar à ordem do Big Brother e dividir a casa.

## Transmissão
|         | Bloco               | Dia             | Horário | Duração   | Apresentador                         |
| ------- | ------------------- | --------------- | ------- | --------- | ------------------------------------ |
| BB ZOOM | Gala                | Domingo         | 21h45   | 180 min.  | Cláudio Ramos                        |
| BB ZOOM | Mag                 | Segunda à sexta | 19h15   | 45 min.   | Maria Botelho Moniz e Mafalda Castro |
| BB ZOOM | Fora D'Horas        | Segunda à sexta | 00h     | 90 min.   | Maria Botelho Moniz                  |
| BB ZOOM | A Semana            | Domingo         | 14h     | 90 min.   | Sem apresentador                     |
| BB2020  | Gala                | Domingo         | 21h45   | 180 min.  | Cláudio Ramos                        |
| BB2020  | Extra da Tarde      | Segunda à sexta | 18h15   | 45 min.   | Mafalda Castro                       |
| BB2020  | Diário              | Segunda à sexta | 19h15   | 45 min.   | Mafalda Castro                       |
| BB2020  | Express             | Segunda à sexta | 21h30   | 5/10 min. | Mafalda Castro                       |
| BB2020  | Extra               | Segunda à sexta | 00h     | 90 min.   | Maria Botelho Moniz                  |
| BB2020  | A Hora das Decisões | Sábado          | 17h     | 90 min.   | Maria Botelho Moniz                  |
| BB2020  | A Semana            | Sábado          | 00h     | 90 min.   | Sem apresentador                     |

Acompanhamento das 10h às 3h em direto (exceto o BB ZOOM), no canal TVI Reality, disponível nas operadoras NOS e MEO nas posições 12 e 99, respetivamente.

## Concorrentes
| Nome             | Origem               | Ocupação                           | Idade | Posição                                            | Ref.ª  |
| ---------------- | -------------------- | ---------------------------------- | ----- | -------------------------------------------------- | ------ |
| Soraia           | Seixal               | Professora                         | 27    | Vencedora em 2 de agosto de 2020                   | [ 9 ]  |
| Diogo            | Lisboa               | Gestor de marketing digital        | 34    | 2.º lugar em 2 de agosto de 2020                   | [ 10 ] |
| Noélia           | Tavira               | Comerciante                        | 33    | 3.º lugar em 2 de agosto de 2020                   | [ 11 ] |
| Iury             | Nova Jérsia          | Personal trainer                   | 27    | 4.º lugar em 2 de agosto de 2020                   | [ 12 ] |
| Ana Catharina    | Rio de Janeiro       | Instrutora de ioga                 | 29    | 5.º lugar em 2 de agosto de 2020                   | [ 13 ] |
| Sandrina         | Moura                | Cabeleireira                       | 21    | 6.º lugar em 2 de agosto de 2020                   | [ 14 ] |
| Pedro Alves      | Penafiel             | Empregado                          | 25    | 13.º expulso em 26 de julho de 2020                | [ 15 ] |
| Teresa           | Colares              | Cabeleireira                       | 52    | 12.ª expulsa em 19 de julho de 2020                | [ 16 ] |
| Daniel Guerreiro | Palmela              | Hipnoterapeuta                     | 28    | 11.º expulso em 12 de julho de 2020                | [ 17 ] |
| Jéssica          | Lugano               | Agente imobiliário                 | 22    | 10.ª expulsa em 5 de julho de 2020                 | [ 18 ] |
| Daniel Monteiro  | Valongo              | Bombeiro                           | 28    | 9.º expulso em 28 de junho de 2020                 | [ 19 ] |
| Sónia            | Vila Nova de Gaia    | Vendedora ambulante                | 27    | Desistente em 28 de junho de 2020                  | [ 20 ] |
| Angélica         | Maracaibo            | Jornalista                         | 27    | 8.ª expulsa em 21 de junho de 2020                 | [ 21 ] |
| Slávia           | Luanda               | Designer de moda                   | 32    | 7.ª expulsa em 14 de junho de 2020                 | [ 22 ] |
| Hélder           | Santa Maria da Feira | Técnico eletrónico                 | 39    | 6.º expulso em 7 de junho de 2020                  | [ 23 ] |
| Renato           | Ponta Delgada        | Estudante                          | 24    | 5.º expulso em 31 de maio de 2020                  | [ 24 ] |
| Pedro Soá        | Montijo              | Empresário                         | 44    | 4.º expulso pelo Big Brother em 26 de maio de 2020 | [ 25 ] |
| Rui              | Vila Real            | Pastor                             | 22    | 3.º expulso em 24 de maio de 2020                  | [ 26 ] |
| Edmar            | Londres              | Animador                           | 27    | 2.º expulso em 17 de maio de 2020                  | [ 27 ] |
| Fábio            | Boliqueime           | Organizador de apostas desportivas | 25    | 1.º expulso em 10 de maio de 2020                  | [ 28 ] |

### Classificações dos participantes
Durante a primeira semana do BB Zoom, os participantes classificam-se de 1 a 5 estrelas, com o público a proceder à mesma avaliação. No final da semana, o mais pontuado ficará imune à expulsão. Em caso de empate, prevalece a pontuação atribuída pelo público.
|               | BB ZOOM  | BB ZOOM   | BB ZOOM |
| Semana 1      | Semana 1 | Semana 1  |         |
| Concorrentes  | Público  | Combinado |         |
| ------------- | -------- | --------- | ------- |
| Soraia        | 3 ·      | 4 ·       | 3,5 ·   |
| Diogo         | 3 ·      | 3,5 ·     | 3,5 ·   |
| Noélia        | 4 ·      | 4 ·       | 4 ·     |
| Iury          | 3 ·      | 3,5 ·     | 3,5 ·   |
| Ana Catharina | 3 ·      | 4 ·       | 3,5 ·   |
| Sandrina      | 3.5 ·    | 4 ·       | 4 ·     |
| Pedro A.      | 3 ·      | 3 ·       | 3 ·     |
| Daniel G.     | 2,5 ·    | 3 ·       | 3 ·     |
| Jéssica       | 4 ·      | 4 ·       | 4 ·     |
| Daniel M.     | 2,5 ·    | 4 ·       | 3,5 ·   |
| Sónia         | 3 ·      | 5 ·       | 4 ·     |
| Angélica      | 3 ·      | 4 ·       | 3,5 ·   |
| Slávia        | 3 ·      | 3,5 ·     | 3,5 ·   |
| Hélder        | 3 ·      | 3 ·       | 3 ·     |
| Pedro S.      | 2 ·      | 2 ·       | 2 ·     |
| Rui           | 3 ·      | 4 ·       | 3.5 ·   |
| Edmar         | 2,5 ·    | 4 ·       | 3,5 ·   |
| Fábio         | 2 ·      | 2 ·       | 2 ·     |

## Entradas e eliminações
| Classificação | Classificação    | Classificação        | Classificação       | Classificação       | Classificação | Classificação |
| #             | Participante     | Origem               | Entrada             | Saída               | Total votos   | Total dias    |
| ------------- | ---------------- | -------------------- | ------------------- | ------------------- | ------------- | ------------- |
| 1             | Soraia           | Seixal               | 26 de Abril de 2020 | 2 de Agosto de 2020 | 29            | 85            |
| 2             | Diogo            | Lisboa               | 26 de Abril de 2020 | 2 de Agosto de 2020 | 29            | 85            |
| 3             | Noélia           | Tavira               | 26 de Abril de 2020 | 2 de Agosto de 2020 | 50            | 85            |
| 4             | Iury             | Nova Jérsia          | 26 de Abril de 2020 | 2 de Agosto de 2020 | 25            | 85            |
| 5             | Ana Catharina    | Rio de Janeiro       | 26 de Abril de 2020 | 2 de Agosto de 2020 | 31            | 85            |
| 6             | Sandrina         | Moura                | 26 de Abril de 2020 | 2 de Agosto de 2020 | 12            | 85            |
| 7             | Pedro Alves      | Penafiel             | 26 de Abril de 2020 | 26 de Julho de 2020 | 28            | 78            |
| 8             | Teresa           | Colares              | 17 de Maio de 2020  | 19 de Julho de 2020 | 30            | 71            |
| 9             | Daniel Guerreiro | Setúbal              | 26 de Abril de 2020 | 12 de Julho de 2020 | 30            | 64            |
| 10            | Jéssica          | Lugano               | 26 de Abril de 2020 | 5 de Julho de 2020  | 19            | 57            |
| -             | Daniel Monteiro  | Valongo              | 19 de Julho de 2020 | 2 de Agosto de 2020 | -             | 15            |
| 11            | Daniel Monteiro  | Valongo              | 26 de Abril de 2020 | 28 de Junho de 2020 | 21            | 50            |
| 12            | Sónia            | Vila Nova de Gaia    | 26 de Abril de 2020 | 28 de Junho de 2020 | 13            | 50            |
| 13            | Angélica         | Maracaibo            | 26 de Abril de 2020 | 21 de Junho de 2020 | 13            | 43            |
| 14            | Slávia           | Luanda               | 26 de Abril de 2020 | 14 de Junho de 2020 | 8             | 36            |
| -             | Hélder           | Santa Maria da Feira | 19 de Julho de 2020 | 2 de Agosto de 2020 | -             | 15            |
| 15            | Hélder           | Santa Maria da Feira | 26 de Abril de 2020 | 7 de Junho de 2020  | 12            | 29            |
| 16            | Renato           | Ponta Delgada        | 18 de Maio de 2020  | 31 de Maio de 2020  | 6             | 14            |
| 17            | Pedro Soá        | Montijo              | 26 de Abril de 2020 | 26 de Maio de 2020  | 10            | 17            |
| 18            | Rui              | Vila Real            | 26 de Abril de 2020 | 24 de Maio de 2020  | 10            | 15            |
| 19            | Edmar            | Londres              | 26 de Abril de 2020 | 17 de Maio de 2020  | 11            | 8             |
| 20            | Fábio            | Boliqueime           | 26 de Abril de 2020 | 10 de Maio de 2020  | 5             | BB ZOOM       |

Legenda
|  |              |
|  | Vencedor(a)  |
|  | Eliminado(a) |
|  | Expulso(a)   |
|  | Desistiu     |
|  | Finalista    |
|  | Convidado(a) |

## Controvérsias

### Comentários homofóbicos
Na primeira gala, o Pedro Alves na sua apresentação afirmou ser «um bocadinho homofóbico», ao ser confrontado pelo apresentador do programa, Cláudio Ramos, que é abertamente homossexual, desculpou-se rápidamente e disse ter expressado-se de maneira incorreta.
Durante a primeira semana dos concorrentes juntos na casa, o Hélder, quem estava a cumprir a prova semanal junto à Soraia, fez um comentário sobre a imagem que ele estava a passar para os telespectadores onde declarou que preferia ser mulherengo antes do que ser como o Edmar, referindo-se à orientação sexual do participante. Estas declarações tiveram repercussão nas redes sociais, razão pela qual o Big Brother decidiu punir o concorrente no confessionário, enquanto as imagens eram transmitidas pelo ecrã da sala com os restantes moradores da casa a assisti-las; por desrespeitar as regras do jogo foi deixada nas mãos do público a decisão sobre a continuidade dele no programa.
No jantar daquela noite, a Iury perguntou ao Hélder se ele voltaria a fazer aquele comentário mas num contexto privado e com amigos, ele respondeu que sim porque os amigos dele também o fariam, e por esta resposta Iury afirmou que ele não estava arrependido pelo que disse; a seguir Hélder seria questionado pela mesma colega sobre se se incomodava ver um casal homossexual a beijar-se na rua; a resposta do Hélder foi «não» mas que não o aceitaria se fosse na frente de um filho, e por estas palavras Iury afirmou que o Hélder era homofóbico. Na mesma conversa, o Pedro Alves, que estava ao lado do Hélder, subscreveu as palavras do colega e comentou ter sido vítima de assédio sexual por parte de homossexuais e que esse era o motivo pelo qual ele teve atitudes homofóbicas no passado. No dia seguinte, o Big Brother decidiu chamar a atenção do Hélder e do Pedro Alves pelos comentários feitos naquele jantar.
O assunto voltou a ser tema de conversa na última semana de nomeações porque os concorrentes assistiram a vários castings dos colegas da casa, entre eles o de Pedro Alves; nessa entrevista o jovem foi interpelado pelo que disse no formulário de inscrição onde confessou «não tolerar muito bem os homossexuais», rapidamente o então aspirante afirmou que «tinha aprendido a tolerar» por causa da ex-namorada cujo melhor amigo é homossexual e, segundo ele, esse jovem «era daqueles gays que não dá para esconder». Ao dia seguinte após exibidas as imagens, Ana Catharina pediu ao Big Brother para reunir na sala todos os moradores da casa e comentar o assunto, a participante disse ter sentido-se magoada pelas palavras do colega porque ela é parte da comunidade LGBTQI+ e lembrou o caso da história aos quadradinhos «Vingadores, a Cruzada das Crianças», que foi censurada, pelo presidente da câmara do Rio de Janeiro, Marcelo Crivella, na bienal do livro daquela cidade em 2019 por mostrar um beijo entre duas pessoas do mesmo sexo, acrescentou ao final que «toda forma de amor é linda» e que ela acredita nas mudanças das pessoas. Iury, que recebeu apoio da comunidade gay, afirmou que a base do preconceito é a ignorância e a mesma deve ser tratada; já Sandrina lembrou da relação de Tiago e Luan, da 7.ª edição da Casa dos Segredos e comentou que «eles faziam um casal muito lindo que ajudaram a quebrar preconceitos» e a prova que o Pedro A. tinha mudado foi a boa relação que ele teve com Edmar. Para finalizar o assunto, Iury convidou os colegas para irem à parada gay e todos aceitaram o convite, incluido Pedro A. que afirmou ter expressado-se mal pelo nervosíssimo da entrevista e pediu desculpas a quem sentiu-se ofendido.

### Comportamento violento
No dia 26 de maio de 2020, o concorrente Pedro Soá teve uma discussão agressiva com Teresa por causa de um suposto pote de iogurte. A briga começou quando os concorrentes falavam sobre a desorganização da casa, e o facto de terem encontrado o pote de um iogurte vazio onde não seria suposto, apontando falhas à limpeza do espaço. Perante as constantes interrupções de Teresa, quem continuava a ripostar, Pedro Soá revoltou-se e gritou: «Se não queres ouvir, vais-te embora. Eu mando aqui! Quem manda aqui sou eu!» a fazer referência ao facto dele ter sido escolhido como líder da casa naquela semana. A forma como Soá falou com Teresa fez com que a mesma o confrontasse e o concorrente passou do tom de voz agressivo para a tentativa de agressão física, impedido por Pedro Alves, quem levou o concorrente para longe do conflito. Pelo comportamento violento, Pedro Soá foi expulso do programa e, segundo a TVI, a decisão tomada foi a adequada para preservar o programa e manter uma relação de respeito e confiança com o público. Após o acontecimento e a expulsão, o episódio do iogurte ficou esclarecido e efetivamente tinha sido Soá quem deixou o pote vazio.

### Acusações de «body shaming»
Na noite de 7 de junho de 2020, Jéssica, quem estava a conversar com Pedro Alves, disse que sentia-se inchada e gorda e a resposta do jovem foi: «Então como se deverão sentir outras pessoas», enquanto apontava com a cabeça para Soraia. Por esta razão, o Pedro A. foi acusado de fazer bullying e body shaming (criticar alguém pelo seu corpo) à Soraia. As imagens foram divulgadas nas redes sociais, tornando-se virais em 48 horas e os telespectadores começaram a pedir «justiça» pelo acontecido, nomeadamente no Twitter. No dia 10 de junho, um grupo de pessoas foram até à casa para gritar: «Body shaming não! Body shaming não!». Na gala de 14 de junho, o Big Brother mostrou em privado estas imagens à Soraia e ela afirmou que ela, se calhar, até estava mais gorda só que não pode ter controle sobre aquilo que os outros pensam e que sempre tenta tirar o melhor das situações.

### Concorrentes sem microfone
No dia 22 de junho, os concorrentes foram penalizados pela produção por vários deles não terem utilizado o correspondente microfone que, aliás, é uma das principais regras do programa. A modo de ilustração, o Big Brother exibiu no ecrã da sala imagens de Diogo, Sandrina e Ana Catharina a tomarem um duche juntos enquanto estavam a ter uma conversa sem o microfone, também imagens de Iury a sussurrar ao ouvido de Daniel Monteiro e de Jéssica no meio da noite sem o dispositivo. Devido a este comportamento, os duches da casa foram interditados e só poderia ser utilizado o duche do jardim, que não oferece privacidade nenhuma, e o orçamento da 8.ª semana foi reduzido à metade. Diogo mostrou-se imediatamente indignado com o castigo, atirando que as acusações do Big Brother de que as idas para a piscina ou para o duche para conversar sem microfone são falsas e pediu microfones resistentes à água.

### Contacto com o exterior
Desde a primeira edição do Big Brother Portugal, os concorrentes recebem mensagens da família, dos amigos e até dos fãs os quais são enviados desde aviões, no primeiro mês do reality foram já gastos mais de 20.000€ em recados para os participantes e todos, à excepção de Angélica, Edmar e Fábio, receberam, ao menos, um avião. Segundo as regras do jogo, os participantes não podem ter nenhum contacto com o mundo fora, a justificação da produção é que eles não podem controlar o espaço aéreo.
No dia 25 de maio, o noivo de Sónia, Vítor, conseguiu falar com ela nas vedações da casa. Na conversa que eles mantiveram, a concorrente perguntou ao seu futuro marido se queria que ela ficasse na casa mas foi interrompida pela voz do Big Brother que chamou-a imediatamente ao confessionário e, por quebrar as regras, Sónia ficou nomeada. No dia 26 de maio, o marido de Teresa, Jorge, fez o mesmo que Vítor e apareceu junto das extremidades da casa para falar com a esposa e pediu-lhe para desistir do jogo, no primeiro momento a concorrente disse que iria sair mas acabou por ficar na casa; não houve penalização por parte do Big Brother porque Teresa já estava nomeada previamente essa semana.
Na manhã do domingo 21 de junho, horas antes da gala semanal, Sandrina recebeu por parte da família as peças de roupa faltantes, numa saia vermelha a mãe da concorrente tinha escondido um bilhete que dizia: «Não fales dos ciganos. Manda beijos para os teus sobrinhos e madrinha.» O motivo da mensagem foi porque Sandrina, que é de etnia cigana, tinha falado aos os seus colegas sobre a comunidade da qual ela faz parte e vários ciganos não gostaram. Por ter lido o bilhete, Sandrina foi punida e automaticamente nomeada.

### Xenofobia contra brasileiras
Na tarda da quarta-feira 24 de junho, passou um avião com uma mensagem de apoio para Daniel Monteiro de parte das fãs brasileiras, sendo o segundo avião que o concorrente recebeu delas. Iury, que é muito próxima sentimentalmente do Monteiro, não gostou muito da mensagem e ficou com ciúmes; mais tarde, no jardim da casa enquanto assavam peixe para o almoço, Sónia disse: «Ai, olha que elas (as brasileiras) são de uma raça… Elas são da favela!». Nas redes sociais os telespectadores acusaram a participante de xenofobia e 24 horas antes, a mesma concorrente, tinha sido acusada de violência psicológica contra Noélia por uma discussão que as duas tiveram.
As palavras de Sónia foram exibidas no ecrã da sala na frente de todos os concorrentes e Ana Catharina, que é brasileira, considerou infeliz o comentário feito pela colega mas que ela nunca desrespeitou-a. Sónia, que era a líder da semana, ficou fora da liderança da casa e automaticamente nomeada para a semana seguinte. Este episódio chegou aos portais de notícias do Brasil e foi alvo de críticas por parte da comunidade brasileira residente em Portugal; a atriz brasileira, Tássia Camargo, que está a viver em Lisboa, avaliou as palavras da participante como «crime de xenofobia». A família de Sónia declarou ter recebido ameaças de morte e que as filhas da concorrente sofreram bullying. Finalmente, Sónia acabou por desistir do jogo e não foi à chapa.

### Morte do pai de Ana Catharina
O sábado de 26 de julho à tarde, Ana Catharina foi chamada ao confessionário e duas amigas dela que moram em Portugal informaram-lhe do falecimento do pai num acidente de viação no Brasil. O acontecimento teve lugar na semana anterior mas a família não informou imediatamente porque não queriam que a concorrente desistisse do programa.
Se bem está proibido o contato com o exterior, nos casos de força maior está permitido e a concorrente falou por telefone com a avó que está no Rio de Janeiro. Soube-se depois que a concorrente foi chamada ao confessionário antes do concerto de Blaya começar, onde permaneceu muito tempo e de onde saiu a chorar, depois da saída foi confortada por Noélia. Ana regressou novamente ao confessionário, sendo que ninguém na casa sabia ainda o que se tinha passado. Diogo foi chamado passado algum tempo para juntar-se à participante e, quando ambos sairam, ele deu a notícia aos outros colegas.
Após conhecida a notícia, os telespectadores deram apoio à concorrente nas redes sociais; no Twitter a hashtag «#ForçaAnaCatharina» foi a tendência N.º1 em Portugal durante toda a noite de sábado até a tarde de domingo. A produção do programa confirmou que Ana falou com o psicólogo da casa e que ela não iria desistir do jogo.

## Nomeações
|                     | BB ZOOM                              | BB 2020                               | BB 2020                  | BB 2020                              | BB 2020                                   | BB 2020                           | BB 2020                                   | BB 2020                                   | BB 2020                                   | BB 2020                                                        | BB 2020                                 | BB 2020                               | BB 2020                                                         | BB 2020                                 | BB 2020                            | BB 2020                                         | Nomeações recebidas |
| Semana 2            | Semana 1                             | Semana 1                              | Semana 2                 | Semana 3                             | Semana 3                                  | Semana 4                          | Semana 5                                  | Semana 6                                  | Semana 7                                  | Semana 8                                                       | Semana 9                                | Semana 10                             | Semana 10                                                       | Semana 11                               | Semana 12                          |                                                 | Nomeações recebidas |
| Semana 2            | Dia 1                                | Dia 3                                 | Semana 2                 | Dia 15                               | Dia 16                                    | Semana 4                          | Semana 5                                  | Semana 6                                  | Semana 7                                  | Semana 8                                                       | Semana 9                                | Retorno                               | Casa                                                            | Semana 11                               | Final                              |                                                 | Nomeações recebidas |
| ------------------- | ------------------------------------ | ------------------------------------- | ------------------------ | ------------------------------------ | ----------------------------------------- | --------------------------------- | ----------------------------------------- | ----------------------------------------- | ----------------------------------------- | -------------------------------------------------------------- | --------------------------------------- | ------------------------------------- | --------------------------------------------------------------- | --------------------------------------- | ---------------------------------- | ----------------------------------------------- | ------------------- |
| Líder               | Sónia                                | Diogo Pedro S.                        | Diogo Pedro S.           | Hélder                               | Pedro S. Sandrina                         | Pedro S. Sandrina                 | Daniel M.                                 | Angélica                                  | Teresa                                    | Sónia Teresa                                                   | Diogo                                   | Pedro A.                              | Diogo                                                           | Diogo                                   | Diogo                              | (nenhum)                                        | Nomeações recebidas |
| Poder de salvamento | Sónia                                | (nenhum)                              | (nenhum)                 | (nenhum)                             | Hélder                                    | Hélder                            | Teresa                                    | Teresa                                    | (nenhum)                                  | (nenhum)                                                       | (nenhum)                                | (nenhum)                              | Ana Catharina Soraia                                            | Ana Catharina Soraia                    | (nenhum)                           | (nenhum)                                        | Nomeações recebidas |
|                     |                                      |                                       |                          |                                      |                                           |                                   |                                           |                                           |                                           |                                                                |                                         |                                       |                                                                 |                                         |                                    |                                                 |                     |
| Soraia              | Rui Sónia                            | Iury Daniel G. Noélia                 | Sem nomeações            | Angélica Daniel M. Rui               | Hélder Angélica Daniel M.                 | Sem nomeações                     | Hélder Iury Angélica                      | Iury Jéssica Noélia                       | Daniel M. Iury                            | Daniel M. Iury Jéssica                                         | Iury Jéssica Teresa                     | Teresa                                | Casa                                                            | Teresa Iury                             | Pedro A. Iury                      | Vencedora (Dia 85)                              | 29                  |
| Diogo               | Fábio Sónia                          | Noélia Edmar Iury                     | Sem nomeações            | Pedro S. Pedro A. Daniel M.          | Pedro A. Jéssica Angélica                 | Previamente nomeado               | Sónia Ana Catharina Angélica              | Sónia Sandrina Slávia                     | Angélica Sónia                            | Daniel G. Daniel M. Pedro A.                                   | Pedro A. Jéssica Iury                   | Teresa                                | Casa                                                            | Iury Teresa                             | Iury Pedro A.                      | 2º lugar (Dia 85)                               | 29                  |
| Noélia              | Pedro S. Diogo                       | Edmar Daniel M. Rui                   | Previamente nomeada      | Daniel M. Rui Diogo                  | Hélder Teresa Renato                      | Previamente nomeada               | Sandrina Sónia Hélder                     | Slávia Sandrina Sónia                     | Angélica Sandrina                         | Pedro A. Jéssica Daniel M.                                     | Jéssica Pedro Sandrina                  | Teresa                                | Casa                                                            | Teresa Pedro A.                         | Pedro A. Iury                      | 3º lugar (Dia 85)                               | 50                  |
| Iury                | Jéssica Soraia                       | Edmar Ana Catharina Daniel M.         | Sem nomeações            | Angélica Rui Noélia                  | Teresa Noélia Soraia                      | Sem nomeações                     | Noélia Teresa Diogo                       | Noélia Soraia Teresa                      | Soraia Ana Catharina                      | Soraia Ana Catharina Noélia                                    | Soraia (2x) Jéssica (2x) Daniel G. (2x) | Ana Catharina                         | Casa                                                            | Noélia Ana Catharina                    | Ana Catharina Noélia               | 4º lugar (Dia 85)                               | 25                  |
| Ana Catharina       | Daniel M. Pedro A.                   | Daniel G. Hélder Daniel M.            | Sem nomeações            | Pedro S. Pedro A. Daniel M.          | Hélder Pedro A. Daniel M.                 | Previamente nomeada               | Hélder Pedro A. Daniel G.                 | Sem nomeações                             | Pedro A. Daniel G.                        | Daniel G. Daniel M. Pedro A.                                   | Pedro A. Daniel G. Jéssica              | Diogo                                 | Casa                                                            | Pedro A. Teresa                         | Pedro A. Iury                      | 5º lugar (Dia 85)                               | 31                  |
| Sandrina            | Daniel M. Diogo                      | Noélia Pedro A. Daniel M.             | Sem nomeações            | Pedro S. Diogo Daniel G.             | Noélia Teresa Diogo                       | Sem nomeações                     | Teresa Noélia Diogo                       | Noélia Teresa Jéssica                     | Noélia Pedro A.                           | Noélia Diogo Teresa                                            | Daniel G. Soraia Jéssica                | Noélia                                | Casa                                                            | Noélia Soraia                           | Noélia Ana Catharina               | 6º lugar (Dia 85)                               | 12                  |
| Pedro A.            | Fábio Diogo                          | Ana Catharina Slávia Edmar            | Sem nomeações            | Daniel G. Diogo Soraia               | Ana Catharina Diogo Daniel G.             | Sem nomeações                     | Diogo Ana Catharina Teresa                | Soraia Slávia Noélia                      | Ana Catharina Sónia                       | Diogo Teresa Noélia                                            | Soraia Daniel G. Teresa                 | Diogo Soraia Noélia                   | Casa                                                            | Ana Catharina Noélia                    | Noélia Ana Catharina               | Expulso (Dia 78)                                | 28                  |
| Teresa              | Ausente                              | Em Quarentena                         | Em Quarentena            | Sem possibilidade de nomear          | Iury Daniel G. Sónia                      | Previamente nomeada               | Iury Sandrina Daniel G.                   | Sandrina Iury Slávia                      | Pedro A. Daniel M. Iury                   | Jéssica Pedro A. Soraia                                        | Jéssica Pedro Soraia                    | Diogo                                 | Casa                                                            | Soraia Noélia                           | Expulsa (Dia 71)                   | Expulsa (Dia 71)                                | 30                  |
| Daniel G.           | Edmar Pedro S.                       | Sónia Jéssica Rui                     | Sem nomeações            | Pedro S. Pedro A. Rui                | Teresa Noélia Hélder                      | Sem nomeações                     | Sónia Teresa Pedro A.                     | Teresa Noélia Iury                        | Angélica Pedro A.                         | Iury Jéssica Ana Catharina                                     | Iury Sandrina Teresa                    | Iury                                  | Não elegível                                                    | Expulso (Dia 64)                        | Expulso (Dia 64)                   | Expulso (Dia 64)                                | 30                  |
| Jéssica             | Pedro S. Daniel G.                   | Noélia Daniel G. Sónia                | Sem nomeações            | Daniel G. Soraia Diogo               | Diogo Renato Noélia                       | Sem nomeações                     | Diogo Ana Catharina Sandrina              | Noélia Soraia Slávia                      | Noélia Ana Catharina                      | Teresa Diogo Noélia                                            | Daniel G. Soraia Teresa                 | Expulsa (Dia 57)                      | Nomeada para o retorno                                          | Expulsa (Dia 57)                        | Expulsa (Dia 57)                   | Expulsa (Dia 57)                                | 19                  |
| Daniel M.           | Noélia Pedro S.                      | Noélia Edmar Iury                     | Previamente nomeado      | Diogo Daniel G. Soraia               | Ana Catharina Noélia Renato               | Sem nomeações                     | Ana Catharina Noélia Teresa               | Noélia Soraia Teresa                      | Ana Catharina Sandrina                    | Ana Catharina Noélia Soraia                                    | Expulso (Dia 50)                        | Expulso (Dia 50)                      | Nomeado para o retorno                                          | Jogador da Casa (Dias 71–85)            | Jogador da Casa (Dias 71–85)       | Jogador da Casa (Dias 71–85)                    | 21                  |
| Sónia               | Fábio Soraia                         | Daniel G. Iury Jéssica                | Sem nomeações            | Sem possibilidade de nomear          | Renato Teresa Noélia                      | Nomeada                           | Daniel G. Diogo Ana Catharina             | Teresa Noélia Soraia                      | Noélia Daniel G.                          | Noélia Diogo Ana Catharina                                     | Desistente (Dia 50)                     | Desistente (Dia 50)                   | Não elegível                                                    | Desistente (Dia 50)                     | Desistente (Dia 50)                | Desistente (Dia 50)                             | 13                  |
| Angélica            | Rui Pedro S.                         | Iury Noélia Ana Catharina             | Sem nomeações            | Diogo Daniel G. Soraia               | Ana Catharina Renato Noélia               | Sem nomeações                     | Teresa Diogo Ana Catharina                | Soraia Slávia Noélia                      | Ana Catharina Iury                        | Expulsa (Dia 43)                                               | Expulsa (Dia 43)                        | Expulsa (Dia 43)                      | Nomeada para o retorno                                          | Expulsa (Dia 43)                        | Expulsa (Dia 43)                   | Expulsa (Dia 43)                                | 13                  |
| Slávia              | Rui Edmar                            | Edmar Noélia Daniel M.                | Sem nomeações            | Rui Pedro A. Angélica                | Renato Hélder Pedro A.                    | Sem nomeações                     | Hélder Angélica Noélia                    | Teresa Noélia Sandrina                    | Expulsa (Dia 36)                          | Expulsa (Dia 36)                                               | Expulsa (Dia 36)                        | Expulsa (Dia 36)                      | Nomeada para o retorno                                          | Expulsa (Dia 36)                        | Expulsa (Dia 36)                   | Expulsa (Dia 36)                                | 8                   |
| Hélder              | Fábio Pedro S.                       | Edmar Sandrina Ana Catharina          | Nomeado                  | Daniel G. Soraia Diogo               | Ana Catharina Soraia Diogo                | Sem nomeações                     | Ana Catharina Noélia Diogo                | Expulso (Dia 29)                          | Expulso (Dia 29)                          | Expulso (Dia 29)                                               | Expulso (Dia 29)                        | Expulso (Dia 29)                      | Nomeado para o retorno                                          | Jogador da Casa (Dias 71–85)            | Jogador da Casa (Dias 71–85)       | Jogador da Casa (Dias 71–85)                    | 12                  |
| Renato              | Ausente                              | Em Quarentena                         | Em Quarentena            | Sem possibilidade de nomear          | Daniel M. Jéssica Noélia                  | Previamente nomeado               | Expulso (Dia 22)                          | Expulso (Dia 22)                          | Expulso (Dia 22)                          | Expulso (Dia 22)                                               | Expulso (Dia 22)                        | Expulso (Dia 22)                      | Nomeado para o retorno                                          | Expulso (Dia 22)                        | Expulso (Dia 22)                   | Expulso (Dia 22)                                | 6                   |
| Pedro S.            | Sónia Edmar                          | Ana Catharina Angélica Daniel M.      | Sem nomeações            | Diogo Sandrina Daniel G.             | Ana Catharina Diogo Daniel G.             | Expulso pelo Big Brother (Dia 17) | Expulso pelo Big Brother (Dia 17)         | Expulso pelo Big Brother (Dia 17)         | Expulso pelo Big Brother (Dia 17)         | Expulso pelo Big Brother (Dia 17)                              | Expulso pelo Big Brother (Dia 17)       | Expulso pelo Big Brother (Dia 17)     | Não elegível                                                    | Expulso pelo Big Brother (Dia 17)       | Expulso pelo Big Brother (Dia 17)  | Expulso pelo Big Brother (Dia 17)               | 10                  |
| Rui                 | Daniel G. Angélica                   | Edmar Daniel G. Noélia                | Sem nomeações            | Diogo Daniel G. Ana Catharina        | Expulso (Dia 15)                          | Expulso (Dia 15)                  | Expulso (Dia 15)                          | Expulso (Dia 15)                          | Expulso (Dia 15)                          | Expulso (Dia 15)                                               | Expulso (Dia 15)                        | Expulso (Dia 15)                      | Nomeado para o retorno                                          | Expulso (Dia 15)                        | Expulso (Dia 15)                   | Expulso (Dia 15)                                | 10                  |
| Edmar               | Fábio Hélder                         | Noélia Slávia Hélder                  | Previamente nomeado      | Expulso (Dia 8)                      | Expulso (Dia 8)                           | Expulso (Dia 8)                   | Expulso (Dia 8)                           | Expulso (Dia 8)                           | Expulso (Dia 8)                           | Expulso (Dia 8)                                                | Expulso (Dia 8)                         | Expulso (Dia 8)                       | Nomeado para o retorno                                          | Expulso (Dia 8)                         | Expulso (Dia 8)                    | Expulso (Dia 8)                                 | 11                  |
| Fábio               | Sónia Soraia                         | Expulso (BB ZOOM)                     | Expulso (BB ZOOM)        | Expulso (BB ZOOM)                    | Expulso (BB ZOOM)                         | Expulso (BB ZOOM)                 | Expulso (BB ZOOM)                         | Expulso (BB ZOOM)                         | Expulso (BB ZOOM)                         | Expulso (BB ZOOM)                                              | Expulso (BB ZOOM)                       | Expulso (BB ZOOM)                     | Nomeado para o retorno                                          | Expulso (BB ZOOM)                       | Expulso (BB ZOOM)                  | Expulso (BB ZOOM)                               | 5                   |
|                     |                                      |                                       |                          |                                      |                                           |                                   |                                           |                                           |                                           |                                                                |                                         |                                       |                                                                 |                                         |                                    |                                                 |                     |
| Notas               | 1, 2                                 | 3                                     | 4                        | 5, 6                                 | 7, 8, 9, 10                               | 11, 12                            | 13, 14, 15, 16                            | 17, 18, 19, 20                            | 21, 22, 23, 24                            | 25, 26, 27, 28                                                 | 29, 30, 31                              | 32, 33, 34, 35                        | 36, 37                                                          | 38, 39                                  | 40, 41, 42                         | 43, 44                                          |                     |
| Nomeados            | Diogo Fábio Pedro S.                 | Daniel M. Edmar Noélia                | Hélder                   | Daniel G. Diogo Rui Soraia           | Ana Catharina Diogo Noélia Renato Teresa  | Sónia                             | Ana Catharina Diogo Hélder Soraia         | Ana Catharina Noélia Slávia Soraia        | Ana Catharina Angélica Noélia Pedro A.    | Ana Catharina Daniel M. Diogo Jéssica Noélia Pedro A. Sandrina | Daniel G. Jéssica Noélia Soraia Sónia   | Daniel G. Diogo Noélia Teresa         | Angélica Daniel M. Edmar Fábio Hélder Jéssica Renato Rui Slávia | Iury Noélia Pedro A. Teresa             | Ana Catharina Iury Noélia Pedro A. | Ana Catharina Diogo Iury Noélia Sandrina Soraia |                     |
| Expulso             | Fábio 52% (entre 2) para expulsar    | Edmar 52% (entre 2) para expulsar     | Hélder 53% para salvar   | Rui 72% (entre 3) para expulsar      | Pedro S. Expulso pelo Big Brother         | Sónia 56% para salvar             | Hélder 44% (entre 3) para expulsar        | Slávia 39% (entre 3) para expulsar        | Angélica 44% (entre 3) para expulsar      | Sónia Desistente                                               | Jéssica 57% (entre 2) para expulsar     | Daniel G. 20% (entre 4) para salvar   | Daniel M. 37% (entre 4) para retornar                           | Teresa 14% (entre 4) para salvar        | Pedro A. 47% (entre 2) para salvar | Sandrina 8% (entre 6) para vencer               |                     |
| Expulso             | Fábio 52% (entre 2) para expulsar    | Edmar 52% (entre 2) para expulsar     | Hélder 53% para salvar   | Rui 72% (entre 3) para expulsar      | Pedro S. Expulso pelo Big Brother         | Sónia 56% para salvar             | Hélder 44% (entre 3) para expulsar        | Slávia 39% (entre 3) para expulsar        | Angélica 44% (entre 3) para expulsar      | Sónia Desistente                                               | Jéssica 57% (entre 2) para expulsar     | Daniel G. 20% (entre 4) para salvar   | Daniel M. 37% (entre 4) para retornar                           | Teresa 14% (entre 4) para salvar        | Pedro A. 47% (entre 2) para salvar | Ana Catharina 9% (entre 6) para vencer          |                     |
| Expulso             | Fábio 52% (entre 2) para expulsar    | Edmar 52% (entre 2) para expulsar     | Hélder 53% para salvar   | Rui 72% (entre 3) para expulsar      | Pedro S. Expulso pelo Big Brother         | Sónia 56% para salvar             | Hélder 44% (entre 3) para expulsar        | Slávia 39% (entre 3) para expulsar        | Angélica 44% (entre 3) para expulsar      | Sónia Desistente                                               | Jéssica 57% (entre 2) para expulsar     | Daniel G. 20% (entre 4) para salvar   | Daniel M. 37% (entre 4) para retornar                           | Teresa 14% (entre 4) para salvar        | Pedro A. 47% (entre 2) para salvar | Iury 10% (entre 6) para vencer                  |                     |
| Expulso             | Fábio 52% (entre 2) para expulsar    | Edmar 52% (entre 2) para expulsar     | Hélder 53% para salvar   | Rui 72% (entre 3) para expulsar      | Renato 55% (entre 2) para expulsar        | Sónia 56% para salvar             | Hélder 44% (entre 3) para expulsar        | Slávia 39% (entre 3) para expulsar        | Angélica 44% (entre 3) para expulsar      | Daniel M. 38% (entre 3) para expulsar                          | Jéssica 57% (entre 2) para expulsar     | Daniel G. 20% (entre 4) para salvar   | Hélder 25% (entre 4) para retornar                              | Teresa 14% (entre 4) para salvar        | Pedro A. 47% (entre 2) para salvar |                                                 |                     |
| Expulso             | Fábio 52% (entre 2) para expulsar    | Edmar 52% (entre 2) para expulsar     | Hélder 53% para salvar   | Rui 72% (entre 3) para expulsar      | Renato 55% (entre 2) para expulsar        | Sónia 56% para salvar             | Hélder 44% (entre 3) para expulsar        | Slávia 39% (entre 3) para expulsar        | Angélica 44% (entre 3) para expulsar      | Daniel M. 38% (entre 3) para expulsar                          | Jéssica 57% (entre 2) para expulsar     | Daniel G. 20% (entre 4) para salvar   | Hélder 25% (entre 4) para retornar                              | Teresa 14% (entre 4) para salvar        | Pedro A. 47% (entre 2) para salvar | Noélia 14% (entre 6) para vencer                |                     |
| Expulso             | Fábio 52% (entre 2) para expulsar    | Edmar 52% (entre 2) para expulsar     | Hélder 53% para salvar   | Rui 72% (entre 3) para expulsar      | Renato 55% (entre 2) para expulsar        | Sónia 56% para salvar             | Hélder 44% (entre 3) para expulsar        | Slávia 39% (entre 3) para expulsar        | Angélica 44% (entre 3) para expulsar      | Daniel M. 38% (entre 3) para expulsar                          | Jéssica 57% (entre 2) para expulsar     | Daniel G. 20% (entre 4) para salvar   | Hélder 25% (entre 4) para retornar                              | Teresa 14% (entre 4) para salvar        | Pedro A. 47% (entre 2) para salvar | Diogo 28% (entre 6) para vencer                 |                     |
| Salvos              | Pedro S. 48% (entre 2) para expulsar | Noélia 48% (entre 2) para expulsar    | Hélder 47% para expulsar | Diogo 23% (entre 3) para expulsar    | Teresa 45% (entre 2) para expulsar        | Sónia 44% para expulsar           | Ana Catharina 37% (entre 3) para expulsar | Ana Catharina 34% (entre 3) para expulsar | Pedro A. 42% (entre 3) para expulsar      | Pedro A. 35% (entre 3) para expulsar                           | Noélia 43% (entre 2) para expulsar      | Teresa 22% (entre 4) para salvar      | Jéssica 24% (entre 4) para retornar                             | Pedro A. 19% (entre 4) para salvar      | Iury 53% (entre 2) para salvar     | Soraia 31% (entre 6) para vencer                |                     |
| Salvos              | Pedro S. 48% (entre 2) para expulsar | Noélia 48% (entre 2) para expulsar    | Hélder 47% para expulsar | Diogo 23% (entre 3) para expulsar    | Teresa 45% (entre 2) para expulsar        | Sónia 44% para expulsar           | Ana Catharina 37% (entre 3) para expulsar | Ana Catharina 34% (entre 3) para expulsar | Pedro A. 42% (entre 3) para expulsar      | Pedro A. 35% (entre 3) para expulsar                           | Noélia 43% (entre 2) para expulsar      | Teresa 22% (entre 4) para salvar      | Angélica 14% (entre 4) para retornar                            | Pedro A. 19% (entre 4) para salvar      | Iury 53% (entre 2) para salvar     | Soraia 31% (entre 6) para vencer                |                     |
| Salvos              | Pedro S. 48% (entre 2) para expulsar | Noélia 48% (entre 2) para expulsar    | Hélder 47% para expulsar | Diogo 23% (entre 3) para expulsar    | Teresa 45% (entre 2) para expulsar        | Sónia 44% para expulsar           | Ana Catharina 37% (entre 3) para expulsar | Ana Catharina 34% (entre 3) para expulsar | Pedro A. 42% (entre 3) para expulsar      | Noélia 27% (entre 3) para expulsar                             | Noélia 43% (entre 2) para expulsar      | Teresa 22% (entre 4) para salvar      |                                                                 | Pedro A. 19% (entre 4) para salvar      | Iury 53% (entre 2) para salvar     | Soraia 31% (entre 6) para vencer                |                     |
| Salvos              | Pedro S. 48% (entre 2) para expulsar | Noélia 48% (entre 2) para expulsar    | Hélder 47% para expulsar | Diogo 23% (entre 3) para expulsar    | Noélia 10% (entre 3) para expulsar        | Sónia 44% para expulsar           | Ana Catharina 37% (entre 3) para expulsar | Ana Catharina 34% (entre 3) para expulsar | Pedro A. 42% (entre 3) para expulsar      | Fábio 12% (entre 5) para retornar                              | Noélia 43% (entre 2) para expulsar      | Teresa 22% (entre 4) para salvar      |                                                                 | Pedro A. 19% (entre 4) para salvar      | Iury 53% (entre 2) para salvar     | Soraia 31% (entre 6) para vencer                |                     |
| Salvos              | Pedro S. 48% (entre 2) para expulsar | Noélia 48% (entre 2) para expulsar    | Hélder 47% para expulsar | Daniel G. 5% (entre 3) para expulsar | Noélia 10% (entre 3) para expulsar        | Sónia 44% para expulsar           | Diogo 19% (entre 3) para expulsar         | Soraia 27% (entre 3) para expulsar        | Ana Catharina 14% (entre 3) para expulsar | Fábio 12% (entre 5) para retornar                              | Jéssica 14% (entre 5) para expulsar     | Daniel G. 23% (entre 3) para expulsar | Noélia 27% (entre 4) para salvar                                | Iury 30% (entre 4) para salvar          | Noélia 39% (entre 3) para salvar   | Soraia 31% (entre 6) para vencer                |                     |
| Salvos              | Pedro S. 48% (entre 2) para expulsar | Noélia 48% (entre 2) para expulsar    | Hélder 47% para expulsar | Daniel G. 5% (entre 3) para expulsar | Noélia 10% (entre 3) para expulsar        | Sónia 44% para expulsar           | Diogo 19% (entre 3) para expulsar         | Soraia 27% (entre 3) para expulsar        | Ana Catharina 14% (entre 3) para expulsar | Slávia 7% (entre 7) para retornar                              | Jéssica 14% (entre 5) para expulsar     | Daniel G. 23% (entre 3) para expulsar | Noélia 27% (entre 4) para salvar                                | Iury 30% (entre 4) para salvar          | Noélia 39% (entre 3) para salvar   | Soraia 31% (entre 6) para vencer                |                     |
| Salvos              | Diogo 20% (entre 3) para expulsar    | Daniel M. 28% (entre 3) para expulsar | Hélder 47% para expulsar | Daniel G. 5% (entre 3) para expulsar | Ana Catharina 12% (entre 4) para expulsar | Sónia 44% para expulsar           | Diogo 19% (entre 3) para expulsar         | Soraia 27% (entre 3) para expulsar        | Ana Catharina 14% (entre 3) para expulsar | Sandrina 10% (entre 5) para expulsar                           |                                         | Daniel G. 23% (entre 3) para expulsar | Noélia 27% (entre 4) para salvar                                | Iury 30% (entre 4) para salvar          | Noélia 39% (entre 3) para salvar   | Soraia 31% (entre 6) para vencer                |                     |
| Salvos              | Diogo 20% (entre 3) para expulsar    | Daniel M. 28% (entre 3) para expulsar | Hélder 47% para expulsar | Daniel G. 5% (entre 3) para expulsar | Ana Catharina 12% (entre 4) para expulsar | Sónia 44% para expulsar           | Diogo 19% (entre 3) para expulsar         | Soraia 27% (entre 3) para expulsar        | Ana Catharina 14% (entre 3) para expulsar | Sandrina 10% (entre 5) para expulsar                           | Edmar 6% (entre 7) para retornar        | Daniel G. 23% (entre 3) para expulsar | Noélia 27% (entre 4) para salvar                                | Iury 30% (entre 4) para salvar          | Noélia 39% (entre 3) para salvar   | Soraia 31% (entre 6) para vencer                |                     |
| Salvos              | Diogo 20% (entre 3) para expulsar    | Daniel M. 28% (entre 3) para expulsar | Hélder 47% para expulsar | Soraia 6% (entre 4) para expulsar    | Ana Catharina 12% (entre 4) para expulsar | Sónia 44% para expulsar           | Soraia 5% (entre 4) para expulsar         | Noélia 20% (entre 4) para expulsar        | Noélia 10% (entre 4) para expulsar        | Ana Catharina 10% (entre 6) para expulsar                      | Soraia 16% (entre 4) para expulsar      | Diogo 31% (entre 4) para salvar       | Noélia 37% (entre 4) para salvar                                | Ana Catharina 29% (entre 4) para salvar |                                    | Soraia 31% (entre 6) para vencer                |                     |
| Salvos              | Diogo 20% (entre 3) para expulsar    | Daniel M. 28% (entre 3) para expulsar | Hélder 47% para expulsar | Soraia 6% (entre 4) para expulsar    | Diogo 8% (entre 5) para expulsar          | Sónia 44% para expulsar           | Soraia 5% (entre 4) para expulsar         | Noélia 20% (entre 4) para expulsar        | Noélia 10% (entre 4) para expulsar        | Ana Catharina 10% (entre 6) para expulsar                      | Soraia 16% (entre 4) para expulsar      | Diogo 31% (entre 4) para salvar       | Noélia 37% (entre 4) para salvar                                | Ana Catharina 29% (entre 4) para salvar | Renato 4% (entre 9) para retornar  | Soraia 31% (entre 6) para vencer                |                     |
| Salvos              | Diogo 20% (entre 3) para expulsar    | Daniel M. 28% (entre 3) para expulsar | Hélder 47% para expulsar | Soraia 6% (entre 4) para expulsar    | Diogo 8% (entre 5) para expulsar          | Sónia 44% para expulsar           | Soraia 5% (entre 4) para expulsar         | Noélia 20% (entre 4) para expulsar        | Noélia 10% (entre 4) para expulsar        | Diogo 5% (entre 7) para expulsar                               | Soraia 16% (entre 4) para expulsar      | Diogo 31% (entre 4) para salvar       | Noélia 37% (entre 4) para salvar                                | Ana Catharina 29% (entre 4) para salvar | Renato 4% (entre 9) para retornar  | Soraia 31% (entre 6) para vencer                |                     |
| Salvos              | Diogo 20% (entre 3) para expulsar    | Daniel M. 28% (entre 3) para expulsar | Hélder 47% para expulsar | Soraia 6% (entre 4) para expulsar    | Diogo 8% (entre 5) para expulsar          | Sónia 44% para expulsar           | Soraia 5% (entre 4) para expulsar         | Noélia 20% (entre 4) para expulsar        | Noélia 10% (entre 4) para expulsar        | Rui 2% (entre 9) para retornar                                 | Soraia 16% (entre 4) para expulsar      | Diogo 31% (entre 4) para salvar       | Noélia 37% (entre 4) para salvar                                | Ana Catharina 29% (entre 4) para salvar |                                    | Soraia 31% (entre 6) para vencer                |                     |

## Atuações e participações especiais
| Data                | Artista/Banda            | Ref.    |
| ------------------- | ------------------------ | ------- |
| 8 de julho de 2020  | Fernando Daniel          | [ 123 ] |
| 11 de julho de 2020 | Bárbara Bandeira         | [ 124 ] |
| 18 de julho de 2020 | Os Anjos                 | [ 125 ] |
| 19 de julho de 2020 | David Carreira e Kevinho | [ 126 ] |
| 25 de julho de 2020 | Blaya                    | [ 127 ] |
| 2 de agosto de 2020 | José Cid e Virgul        | [ 128 ] |

## Audiências das Galas

### BB ZOOM
| Data                | Rating | Share | Telespectadores | Ref.ª   |
| ------------------- | ------ | ----- | --------------- | ------- |
| 26 de abril de 2020 | 13,9   | 24,5% | 1.317.000       | [ 129 ] |
| 3 de maio de 2020   | 10,5   | 19,1% | 997.100         | [ 130 ] |

### BB 2020
| Data                | Rating | Share (%) | Telespectadores | Ref.ª   |
| ------------------- | ------ | --------- | --------------- | ------- |
| 10 de maio de 2020  | 12,8   | 22,0      | 1.208.000       | [ 131 ] |
| 17 de maio de 2020  | 11,4   | 20,6      | 1.077.000       | [ 132 ] |
| 24 de maio de 2020  | 11,0   | 25,3      | 1.140.000       | [ 133 ] |
| 31 de maio de 2020  | 10,8   | 25,6      | 1.139.000       | [ 134 ] |
| 7 de junho de 2020  | 12,8   | 26,7      | 1.220.000       | [ 135 ] |
| 14 de junho de 2020 | 10,1   | 22,7      | 951.800         | [ 136 ] |
| 22 de junho de 2020 | 11,6   | 25,3      | 1.099.000       | [ 137 ] |
| 28 de junho de 2020 | 12,2   | 27,7      | 1.252.000       | [ 138 ] |
| 5 de julho de 2020  | 12,5   | 26,2      | 1.190.000       | [ 139 ] |
| 12 de julho de 2020 | 11,1   | 26,9      | 1.046.000       | [ 140 ] |
| 19 de julho de 2020 | 14,0   | 30,1      | 1.343.000       | [ 141 ] |
| 26 de julho de 2020 | 11,5   | 26,8      | 1.088.000       | [ 142 ] |
| 2 de agosto de 2020 | 13,6   | 32,5      | 1.400.000       | [ 143 ] |